# Frederick Thorn
Frederick Thorn, född 28 maj 1893 i London, död okänt år, var en brittisk major, målare och tecknare.
Han var son till The Coachmakers Company Frederick Thorn och Caroline Harrington och från 1946 gift med Carin Åstrand. Thorn blev löjtnant vid Royal Limonshire Regiment 1915 och  efter att han sårades vid slaget vid Somme blev han en förtidspensionerad officer. För att fördriva tiden började han måla och bedrev konststudier i Paris på 1920-talet och för Isaac Grünewald på Kungliga konsthögskolan på 1940-talet. Under andra världskriget återinträdde han i den engelska armén och tjänstgjorde som major i generalstaben, först i London och senare i Indien. Efter att han lämnade armén var han bosatt till mitten av 1960-talet i Stockholm då han återflyttade till Winchester. Separat ställde han bland annat ut i Eksjö, England, Indien Spanien och på Galerie Æsthetica i Stockholm. Hans konst består av landskapsskildringar från Spanien, Frankrike och Sverige utförda i olja, gouache eller akvarell.  